# Barriera Fiorentina

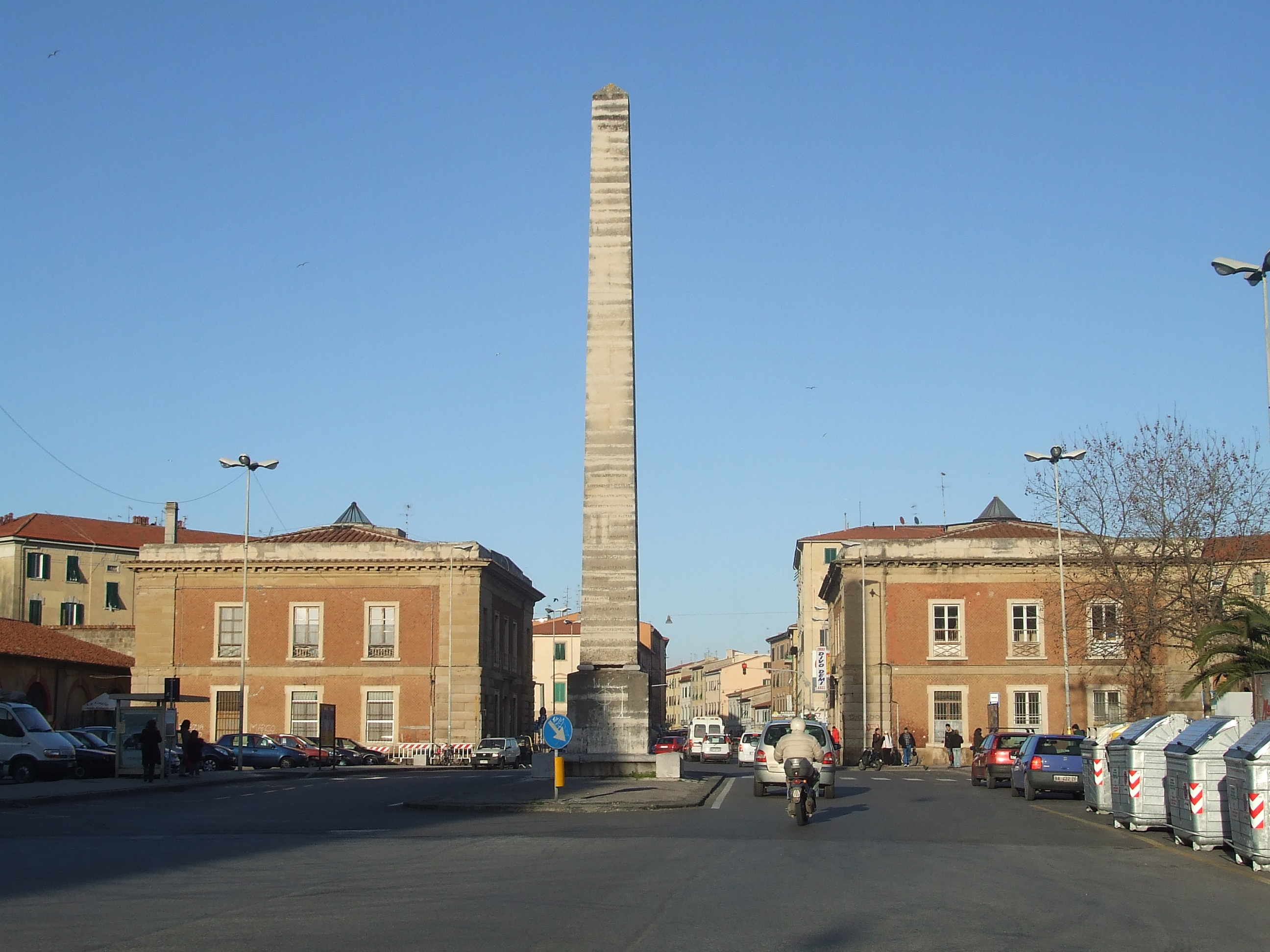
La barriera oggi

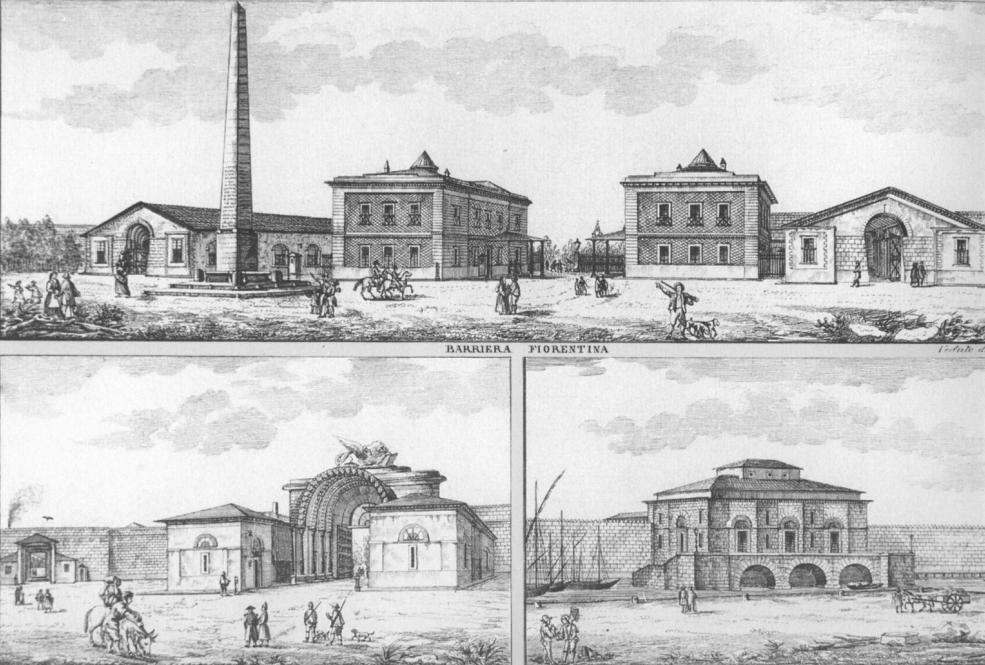
La barriera (nel riquadro superiore) come si presentava in origine

La Barriera Fiorentina - nota anche come barriera Garibaldi - è un ex varco doganale posto lungo le Mura Leopoldine di Livorno, in corrispondenza della strada che, un tempo, costituiva il principale collegamento tra la città labronica e Pisa (attuale asse via Garibaldi - via Provinciale Pisana).

## Storia
Nel 1835, con l'ampliamento del porto franco di Livorno, fu innalzata una nuova cinta doganale in sostituzione dell'antico perimetro costituito dal Fosso Reale e dalle fortificazioni buontalentiane. La Barriera Fiorentina, progettata dall'architetto Carlo Reishammer, fu la prima ad essere costruita; il complesso fu terminato nel settembre del 1837.
Al varco erano associati due edifici: uno per la gabellazione delle merci in entrata e l’altro alla percezione del dazio sulle merci in uscita. Essa si inseriva lungo il principale asse di collegamento della città, tanto che, a differenza delle porte, la barriera restava aperta anche durante le ore notturne.
Nel 1849 subì l'assedio delle truppe austriache che inflissero alcuni danni al dispositivo di controllo e alle mura attigue. Nel 1889 fu rinominata Barriera Garibaldi, mentre, nei primi anni del XX secolo, il tratto della cinta immediatamente a sud della struttura fu demolito con l'apertura degli ampi viali di circonvallazione.
Negli anni antecedenti la seconda guerra mondiale le aree intorno alla barriera furono oggetto di un'intensa attività edilizia, con la costruzione di alloggi popolari realizzati su progetto di Ghino Venturi. Tale area risultava servita da collegamenti su ferro quali la ferrovia Pisa-Tirrenia-Livorno e la rete tranviaria urbana.

## Descrizione
La barriera è costituita da due edifici simmetrici, un tempo collegati da una cancellata e poi da una tettoia in ferro (scomparsa), dove trovavano posto gli uffici dei doganieri. I fronti sono caratterizzati da due ordini di aperture rettangolari, mentre la facciata rivolta verso l'esterno è alleggerita mediante un finestrone semicircolare di derivazione termale.
Inoltre, ciascun blocco è affiancato da un capannone a pianta rettangolare, il cui ingresso è sottolineato da un grande frontone che inquadra il portale d'accesso a tutto sesto.
Sul lato interno, in corrispondenza dell'asse stradale, è situato un obelisco dove sono impresse due epigrafi con le lodi a Leopoldo II di Toscana che aveva decretato l'ampliamento del porto franco di Livorno e con cui sono illustrati i vantaggi che la città aveva tratto dall'avvenuto ampliamento.